# Franciszek Salezy Jezierski
Franciszek Salezy Jezierski herbu Nowina, ps. „Autor „Rzepichy”; Grzegorz a Słupia, decretorum doctor, opat świętokrzyski (?); Jarosz Kutasiński herbu Dęboróg, szlachcic łukowski; J. P. Sterne” (ur. 1740 w Gołąbkach, zm. 14 lutego 1791 w Warszawie) – polski duchowny, kaznodzieja, powieściopisarz, publicysta polityczny i działacz społeczno-oświatowy okresu oświecenia.

## Życiorys
Pochodził z rodziny średniozamożnej szlachty, której gniazdem rodowym była wieś Gołąbki w ziemi łukowskiej (często podawana w źródłach jako jedna wieś Jeziory-Gołąbki, razem z sąsiadującą wsią Jeziory). Dla odróżnienia od innych linii Jezierskich, którzy również zamieszkiwali Jeziory i Gołąbki, linia Franciszka Salezego używała przydomku „Gołąbek” lub „z Gołąbek”.
Urodził się jako syn Jana Franciszka, w młodości towarzysza pancernego, a następnie pisarza ziemskiego łukowskiego, i Izabeli z Kiełczewskich. Jan Franciszek Jezierski był właścicielem dóbr m.in. w Jeziorach-Gołąbkach, Cieszkowiźnie (obecnie część Łukowa) oraz Sulbinach (powiat garwoliński).
Ojciec Franciszka Salezego, ceniony urzędnik ziemi łukowskiej, interesował się sytuacją polityczną w kraju i zauważał potrzeby zmian w ustroju Rzeczypospolitej. Jego list z pochlebnym komentarzem dot. dwóch pierwszych tomów dzieła Stanisława Konarskiego pt. O Skutecznym Rad Sposobie Albo O Utrzymywaniu Ordynaryinych Seymow przesłany do swojego znajomego, Michała Hieronima Krasińskiego, podkomorzego różańskiego, późniejszego marszałka generalny konfederacji barskiej w Koronie został opublikowany w III tomie dzieła Konarskiego wydanym w 1762 r.
Franciszek Salezy ukończył kolegium pijarów w Łukowie.
W młodości zajmował się działalnością prawniczą, został regentem ziemi łukowskiej. W związku z odziedziczonym przez ojca i przekazanym synowi majątkiem we wsi Woronkowce musiał podjąć służbę w wojsku jako namiestnik złotej chorągwi (husarskiej) w oddziałach ordynackich Sanguszków przeciwko hajdamakom na Ukrainie. Wkrótce zrezygnował z tego zajęcia i wstąpił do zgromadzenia misjonarzy w Warszawie.
Następnie przyjął święcenia kapłańskie. Wykształcenie uzupełniał we Włoszech i po powrocie do Polski objął stanowisko kanonika kaliskiego i cenzora książek archidiecezji gnieźnieńskiej. Przez krótki czas pracował w pracowni historycznej Naruszewicza, a potem został współpracownikiem Komisji Edukacji Narodowej. Pełnił funkcje rektora wydziału lubelskiego szkół koronnych (od 20 września 1781), potem wydziału małopolskiego (1783). Przebywając wówczas w Lublinie był także kaznodzieją przy tamtejszej kolegiacie. W roku 1785 został wizytatorem generalnym szkół koronnych. Należy go uważać za współtwórcę reformy szkolnictwa podjętej przez Komisję Edukacji Narodowej. 1 września 1783 uzyskał doktorat z teologii i filozofii w Akademii Krakowskiej, po odejściu ze stanowiska wizytatora został bibliotekarzem. Rok później (1784) otrzymał nominację na kaznodzieję katedralnego w Krakowie. Wydelegowany przez kapitułę wszedł do Trybunału Głównego Koronnego.
W roku 1785 przeniósł się do Warszawy, gdzie był aktywnym działaczem i publicystą Kuźnicy Kołłątajowskiej. Nazywany był „Wulkanem gromów Kuźnicy”. Chociaż nie był posłem, odegrał dużą rolę w obradach Sejmu Czteroletniego. Na rozpoczęcie Sejmu wygłosił Kazanie przed Stanami Rzeczypospolitej (1788), a następnie uprawiał publicystykę polityczną.
Jego radykalne poglądy społeczne zraziły do niego konserwatywną opinię szlachecką, ponieważ atakował przywileje szlacheckie, stawał w obronie mieszczan i ludu wiejskiego. Dążył do wzmocnienia władzy państwowej.
Zmarł w domu Kołłątaja w lutym 1791 r.

## Upamiętnienie
Upamiętnienie Franciszka Salezego Jezierskiego widać przede wszystkim w licznych publikacjach naukowych inspirowanych jego działalnością np. w cyklu publikacji dotyczących twórczości i życia Franciszka Salezego Jezierskiego autorstwa dr. habilitowanego, prof. APS Bronisława Tregera.
Franciszek Salezy Jezierski jest patronem ulic w 4 miastach w Polsce: Warszawie (od 21.12.1962 r.), Lublinie, Wrocławiu oraz Bolesławcu.

## Twórczość

### Ważniejsze dzieła, mowy, kazania
- Wykład nauk podług przepisów publicznej instrukcji od Prześwietnej Komisji nad Edukacją Narodową w obydwóch Polskich i W. Ks. Litewskim przez Najjaśniejsze Stany Rzeczypospolitej na sejmie r. 1773 uchwalonej, do szkół większych Wydziału Lubelskiego stosowany na r. 1781, brak miejsca wydania (1781)
- Mowa... na pochwałę króla Jana III w dzień stuletniego aniwersarza (12 września 1783) zwycięstwa nad Turkami pod Wiedniem, rękopis znajdował się w Bibliotece Krasińskich; zniszczony w roku 1944
- Kazanie przy zaczęciu Trybunału Koronnego na prowincją małopolską, poczynającego się dnia 19 kwietnia 1784 w Lublinie, powiedziane, Lublin (1784)
- Kazanie przed Stanami Rzeczypospolitej na sejmie w roku 1788 w kościele Ś. Jana w Kolegiacie Warszawskiej powiedziane, Warszawa (1788); wyd. następne: zobacz Wydania zbiorowe
- O bezkrólewiach w Polszcze i o wybieraniu królów, począwszy od śmierci Zygmunta Augusta Jagiełły aż do naszych czasów. Dzieło w teraźniejszych okolicznościach do wiadomości przydatne, Warszawa 1790
- Wzmianka krótka o zjednoczeniu Księstwa Litewskiego z Królestwem Polskim w duchu wolności i równości (Warszawa 1790)
- Katechizm o tajemnicach rządu polskiego, jaki był około roku 1735, napisany przez J. P. Sterne w języku angielskim, potem przełożony po francusku, a teraz na koniec po polsku. W Samborzu, w Drukarni Cesarsko-Królewsko-Apostolskiej Mości. Roku 1790, dnia 10 stycznia (Warszawa 1790); wyd. następne: wyd. 2 (Warszawa 1790); wyd. 3 (Warszawa? 1790); wyd. 4: Rząd polski w tajemnicach odkryty, jaki był około roku 1735... (Warszawa 1790); wyd. 5 (Warszawa? 1790): wyd. K. Bartoszewicz Księga pam. setnej rocznicy ustanowienia Konstytucji 3 Maja, t. 1, Kraków 1891, s. 160–168; zobacz: Wydania zbiorowe; fragmenty przedr.: M. Piszczkowski Obrońcy chłopów w literaturze polskiej, Kraków 1948; B. Leśnodorski: „Kuźnica Kołłątajowska”, Wrocław (1949), Biblioteka Narodowa, seria I, nr 130; (M. Baliński przypuszcza prawdopodobne autorstwo lub współautorstwo Jana Śniadeckiego)
- Ktoś piszący z Warszawy. (Dnia 11 lutego 1790 roku) (Warszawa 1790); wyd. następne: w skrócie przedr. B. Leśnodorski: „Kuźnica Kołłątajowska”, Wrocław (1949); zobacz: Wydania zbiorowe
- Jarosza Kutasińskiego herbu Dęboróg, szlachcica łukowskiego, Uwagi nad stanem nieszlacheckim w Polszcze (Warszawa) 1790; wyd. następne: zobacz: Wydania zbiorowe; fragmenty przedr.: B. Suchodolski Idee społeczne doby stanisławowskiej, Warszawa 1948, s. 30–32, 175–176; B. Leśnodorski: „Kuźnica Kołłątajowska”, Wrocław (1949)
- Głos na prędce do stanu miejskiego (Warszawa 1790); fragmenty przedr.: B. Suchodolski Idee społeczne doby stanisławowskiej, Warszawa 1948, s. 30–32, 175–176; B. Leśnodorski: „Kuźnica Kołłątajowska”, Wrocław (1949); Materiały do dziejów Sejmu Czteroletniego, t. 3, Wrocław 1960; autorstwo było przypisywane także J. Sołtykowiczowi (Estreicher) i H. Kołłątajowi (W. Konopczyński)
- Wypis z kroniki Witykinda tłomaczony przez Grzegorza a Słupia, decretorum doktora, opata świętokrzyskiego, który żył około roku 1375, z autografu w bibliotece na Łysej Górze znajdującego się, brak miejsca wydania (około roku 1790); wyd. następne: zobacz Wydania zbiorowe; (autorstwo domniemane)
- Niektóre wyrazy porządkiem abecadła zebrane i stosownymi do rzeczy uwagami objaśnione (Warszawa 1791 wydane pośmiertnie dzieło zawierające całość przemyśleń Jezierskiego, opatrzone przedmową Hugona Kołłątaja); wyd. następne: wyd. 2 Warszawa 1792; zobacz: Wydania zbiorowe; fragmenty przedr.: J. Ziomek Zeszyty Wrocławskie 1948, nr 4, s. 79–91; B. Leśnodorski: „Kuźnica Kołłątajowska”, Wrocław (1949)
- Kazania wybrane, utwór znany tylko z tytułu (informacja H. Kołłątaj w przedmowie do Niektóre wyrazy...)
- Podróż po Polszcze (informacja H. Kołłątaj w przedmowie do Niektóre wyrazy...)
- Korespondencja z Krakowa (informacja H. Kołłątaj w przedmowie do Niektóre wyrazy...).

### Powieści historyczne
- Antoni Strzelbicki, kat krakowski, w r. 1782 ścięty w Krakowie. Powieść prawdziwa. Pieśni 1-4, powst. 1789; z rękopisu Ossolineum sygn. 686/I wyd. J. Ziomek: „Antoni Strzelbicki – kat krakowski”; pamflet przypisywany F. S. Jezierskiemu; w zbiorze: „Miscellanea z doby Oświecenia”, Wrocław 1960, Archwium Literackie nr 5; (autorstwo domniemane)
- Gowórek herbu Rawicz, wojewoda sandomirski. Powieść z widoku we śnie, Warszawa 1789
- Rzepicha, matka królów, żona Piasta, między narodami sarmackimi słowiańskiego monarchy tej części ziemi, która się nazywa Polska, cz. 1-2, Warszawa 1790 (2 wydania); Ed. nowa, Warszawa 1794 (podejmujące skrycie tematykę reform Sejmu Wielkiego).

### Przekłady
- E.J. Sieyès: Duch nieboszczki Bastylii czyniący uwagi nad karą więzienia, niewoli i nad stanem pospólstwa francuskiego w dzisiejszej odmianie rządu. Z francuskiego przetłumaczony przez autora „Rzepichy”, Warszawa 1790 (wolna przeróbka utworu: Qu’est ce que le tiers etat?, poprzedzona uwagami nad „monadami” G.W. Leibniza)
- E.J. Sieyès: Roztrząśnienie przywilejów. Wyjątek z pism Emanuela Sieyèsa, obywatela francuskiego, brak miejsca i roku wydania (tłumacz – według Estreichera).

### Utwory mylnie przypisywane Jezierskiemu
- Krótkie uwagi nad pismem Wojciecha Turskiego: O królach, o sukcesji, o przeszłym i przyszłym rządzie, Warszawa 1790
- Refleksje nad pismem wydanym... pod imieniem Rzewuskiego, Warszawa 1790
- Rozmowa między Sołtykiem... i Dekiertem, brak miejsca wydania 1790
- Katechizm narodowy, Warszawa 1790.

### Wydania zbiorowe
- Wybór pism, oprac. Z. Skwarczyński, wstęp J. Ziomek (Warszawa) 1952, zawartość:
  - Kazanie przed stanami Rzeczypospolitej
  - Katechizm o tajemnicach rządu polskiego
  - Jarosza Kutasińskiego Uwagi
  - Wypis z kroniki Witykinda
  - Ktoś piszący z Warszawy
  - Niektóre wyrazy porządkiem abecadła zebrane.

### Listy i materiały
- Do H. Kołłątaja z 16 marca 1785, Archiwum Główne Akt Dawnych (Metryka Litewska, dz. IX, t. 78, s. 460)
- Do Stanisława Augusta, dat. Kraków 11 marca 1788; 3 lipca (1788 lub 1789?); rękopisy: Biblioteka Czartoryskich, sygn. 727, s. 581; sygn. 732, s. 733
- Raport wizyty generalnej szkół... dany Szkole Głównej roku 1785, wyd. T. Wierzbowski w: „Raporty generalnych wizytatorów z r. 1785”, Warszawa 1914, Komisja Edukacja Narodowej nr 28, s. 28, 44–61.

Szczegółową bibliografię twórczości podają: W. Smoleński Kuźnica Kołłątajowska, Kraków 1885, s. 40–45 i wyd. następne; J. Wojnar-Sujecka: F. S. Jezierski, Warszawa 1956, s. 190–191.